# カルロッタ・ザンベリ
カルロッタ・ザンベリ（Carlotta Zambelli、1875年11月4日 - 1968年1月28日）は、イタリアのバレエダンサー、バレエ指導者である。ミラノ・スカラ座バレエ学校でバレエを学び、後にパリ・オペラ座の支配人ペドロ・ゲラール (en) に見いだされて1894年からパリ・オペラ座の舞台に立った。優れた舞踊技巧と音楽性、豊かな表現力で高く評価され、パリ・オペラ座を代表するダンサーとしての地位を長きにわたって保持し、1930年にパリ・オペラ座の舞台から退いた。後には後進の指導を務め、多くの優れたダンサーを育成している。しばしば「ザンベッリ」、「ザンベルリ」などとも表記される。

## 生涯
ミラノの生まれ。7歳のとき、ミラノ・スカラ座バレエ学校に入学してバレエを始めた。指導者はチェーザレ・コッピーニ、アデライデ・ヴィガーノという優れたバレエ教師であった。コッピーニはカルロ・ブラジスの弟子で、エンリコ・チェケッティやピエリーナ・レニャーニなどの後世にその名を残すダンサーを育て上げた人物で、アデライデ・ヴィガーノは、近代的舞踊理論の先駆者として知られるとともにベートーヴェンのバレエ『プロメテウスの創造物』を振り付けたサルヴァトーレ・ヴィガーノの子孫であった。
1890年代のパリ・オペラ座は、看板スターのロシタ・マウリが衰えを見せ始め、次のスター候補を探さなければならない時期にさしかかっていた。オペラ座の首脳陣はマウリやリタ・サンガッリを見出したときと同様に、ミラノ・スカラ座に目を向けた。
その結果パリ・オペラ座の支配人ペドロ・ゲラール（ペドロ・ガイヤールとも表記）が見出したのが、当時19歳のザンベリであった。彼女はマウリに預けられてバレエの技術を磨き、1894年にシャルル・グノーのオペラ『ファウスト』の中で「鏡の踊り」を演じた。1895年にはマイヤベーアのオペラ『北極星』でマウリが初演した役の再演者となって注目を集めた。1896年、ドニゼッティのオペラ『ファヴォリータ』の中で、至難の技として知られるグラン・フェッテを披露してパリの観客を驚かせたと伝わる。
マウリは1898年に舞台から退き、バレエ教育者の道を歩むことになった。彼女の当たり役はザンベリのものとなり、ソリストに昇進した。ザンベリはパリ・オペラ座を代表する看板スターの道を歩み始めた。
ザンベリの名が国際的に知られたのは、1901年のことであった。この年に彼女はサンクトペテルブルクのマリインスキー劇場で『ジゼル』、『コッペリア』、『パキータ』などを踊った。ロシアのバレエ関係者が彼女を高く評価して破格の待遇で契約の延長を申し出たにもかかわらず、ザンベリはパリ・オペラ座との信義を優先させてこの申し出を断ったため、彼女の評判はさらに上がることになった。
ザンベリは現役中の1920年から、マウリの後任としてパリ・オペラ座バレエ学校で最上級クラスの指導を受け持った。彼女はこの任を1955年まで務めることになる。
ザンベリは1930年にパリ・オペラ座の舞台を退き、パリ9区にあるシャプタル通りに自らのバレエ学校「アカデミー・シャプタル」を設立した。パリ・オペラ座でもバレエ指導を続け、ガルニエ宮のグラン・フォワイエで同バレエ団のグラン・スジェ、プルミエ・ダンスール、さらにはエトワールの指導も受け持っていた。この2つのバレエ学校は、優れたダンサーを多く輩出することになった。イヴェット・ショヴィレ、リセット・ダルソンヴァル、リアンヌ・ダイデ、女優として知られるオデット・ジョワイユ―などが彼女の教え子である。
質素な私生活に加えてバレエにすべてを捧げていたザンベリは、「マドモアゼル」と敬意をこめて呼ばれていた。彼女は自らへの尊敬を勝ち得ただけではなく、長きにわたって失墜していた舞踊芸術への尊厳までをも取り戻した。ガルニエ宮にあるメインスタジオは、彼女の名から「ロトンド・ザンベリ」（ザンベリ円形稽古場）と呼ばれている。ザンベリは長命を保ち、1968年にミラノで死去した。

## レパートリーと評価

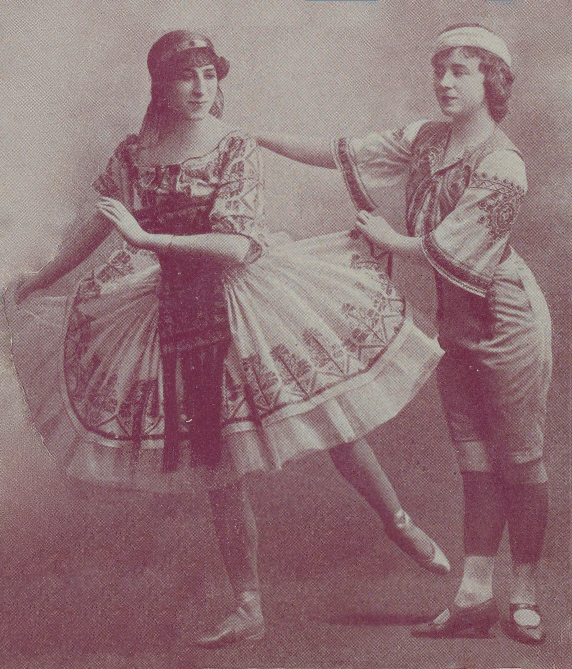
『二羽の鳩』より、グルリ役のカルロッタ・ザンベリとペピオ役のA・ムニエル（男装）、1912年頃。

ザンベリは舞踊技巧、音楽性、表現力に優れ、しかも人間的にも魅力ある人物だった。イヴェット・ショヴィレは彼女について「テクニックには圧倒されるばかりでした。『シルヴィア』ではいつも、アンコールに応えて、あの有名なピチカートを踊って見せてくれたものです（後略）」と回想し、ピエール・ラコットは「イタリア派として完璧な踊り手で、パがとてもスピーディーでした。（中略）気品があり、とても聡明な人でもありました」と讃えている。
ただしザンベリにとって不運だったのは、彼女のために造られたバレエ作品が少ない上に、その出来栄えも芳しくないものが多かったことであった。最初はパリ・オペラ座に残っていた貧弱なバレエのレパートリーから、マウリの持ち役を踊っていた。ようやく彼女のための新作が造られたのは、デビュー後8年を経過した1902年のことであった。ジョセフ・ハンセンが振り付けたその新作『バッカス』は美術の贅沢さに比べて筋はわかりにくく、しかも振付は凡庸というものであった。1905年のハンセン振付『季節の輪舞』は、称賛されたのがザンベリの演技のみ、1907年の『榛の木の湖』はハンセンが製作中に病に倒れて死去し、後任者によって完成こそしたものの、評価は低かった。
この時期にバレエの新作が少なかったのは、オペラ座支配人のペドロ・ゲラール（彼はもともとバリトン歌手だった）が、財政難への対策として資金をオペラの方に投入していたことが原因の1つであった。さらに1894年の火災によって、オペラとバレエの衣装と装置のほとんどが灰燼に帰した。オペラ座では急遽15の作品の衣装と装置を新調したものの、そのうちバレエは1作品のみであった。
1908年にゲラールはオペラ座支配人の地位を失い、改善の兆しが見え始めた。パリ・オペラ座生え抜きのダンサー兼振付家のレオ・スターツがメートル・ド・バレエに就任し、ミラノ出身のバレエダンサー、アイダ・ボニの採用などでダンサーの陣容も強化された。同年、ザンベリは初めて『コッペリア』の主役スワニルダを踊る機会を与えられ、さらに『ナムーナ』の再演でもタイトル・ロールを踊った。この『ナムーナ』再演により、ようやくエドゥアール・ラロの曲にも正当な評価が与えられた。1919年にスターツが再振付した『シルヴィア』でザンベリはタイトル・ロールを踊って高い評価を受け、その後10年にわたってこの役を踊り続けた。
カミーユ・サン＝サーンスは、ザンベリの踊りに対してその抜きんでたリズム感を称賛している。